# 布里勒 (新澤西州)
布里勒（英語：Brielle）是位於美國新澤西州蒙茅斯縣的自治市鎮。

## 人口
根據2020年美國人口普查的數據，布里勒的面積為6.14平方千米，當中陸地面積為4.55平方千米，而水域面積為1.59平方千米。當地共有人口4982人，而人口密度為每平方千米811人。